# 10日間契約
10日間契約（とおかかんけいやく、10 day contract）は、プロスポーツチームが選手と結ぶ契約の形態の一つである。
日数あるいは試合数を限定した契約で、シーズン中に可能な選手のトライアウトを主な目的としており、選手が有用であればそのまま契約し、不要と判断されればウェイブすることができる。

## 契約形態

### NBA
NBAにおいては、10日間あるいは契約後3試合に限定して契約を結ぶもので、チームは1人のFA或はDリーグ選手について1シーズンの間で2回まで10日間契約を結ぶことができ、契約満了の如何にかかわらず、その選手とはこれ以上の10日間契約はできない。選手をその後も保持するためには、残りのシーズンすべてで契約する必要がある。チームは、ロースター人数を超える10日間契約を結ぶことはできない。各シーズンの1月5日（休日の場合は次営業日）から利用できる。選手が有用であればそのまま契約し、不要と判断されればウェイブする。チームはウェイブされた選手以外と10日間契約を結ぶことができ、他チームはウェイブされた選手と改めて10日間契約を結ぶことができる。

### CBA
1980年代初期にNBAとCBAは、NBAがCBAの選手と10日間契約を結ぶことができるという協定を結んだ。10日間が過ぎるとさらに第2の10日間契約を結ぶことができ、その期間を過ぎると次は選手をCBAに戻すかシーズン後まで契約を結ばなければならなかった。このように、かつてはNBA公認の選手育成リーグだったCBAは、現在はこのような協定は結んでいない（NBAに10日間契約自体は残っている）。